# Vista Alegre (Mérida)
Vista Alegre fue una hacienda ubicada en la localidad de Mérida, municipio de Mérida, en Yucatán, México. Se encontraba al norte de la ciudad de Mérida, capital del estado de Yucatán.

## Infraestructura
Únicamente se encuentra una porción de la barda que la delimitaba.

## Demografía
Según el censo de 1960 realizado por el INEGI, la población de la localidad era de 31 habitantes, de los cuales 14 eran hombres y 17 eran mujeres.
| 141                         | 181 | 217 | 113 | 32 | 19 | 31 |
| (Fuente: INEGI [Consultar]) |     |     |     |    |    |    |

## Galería

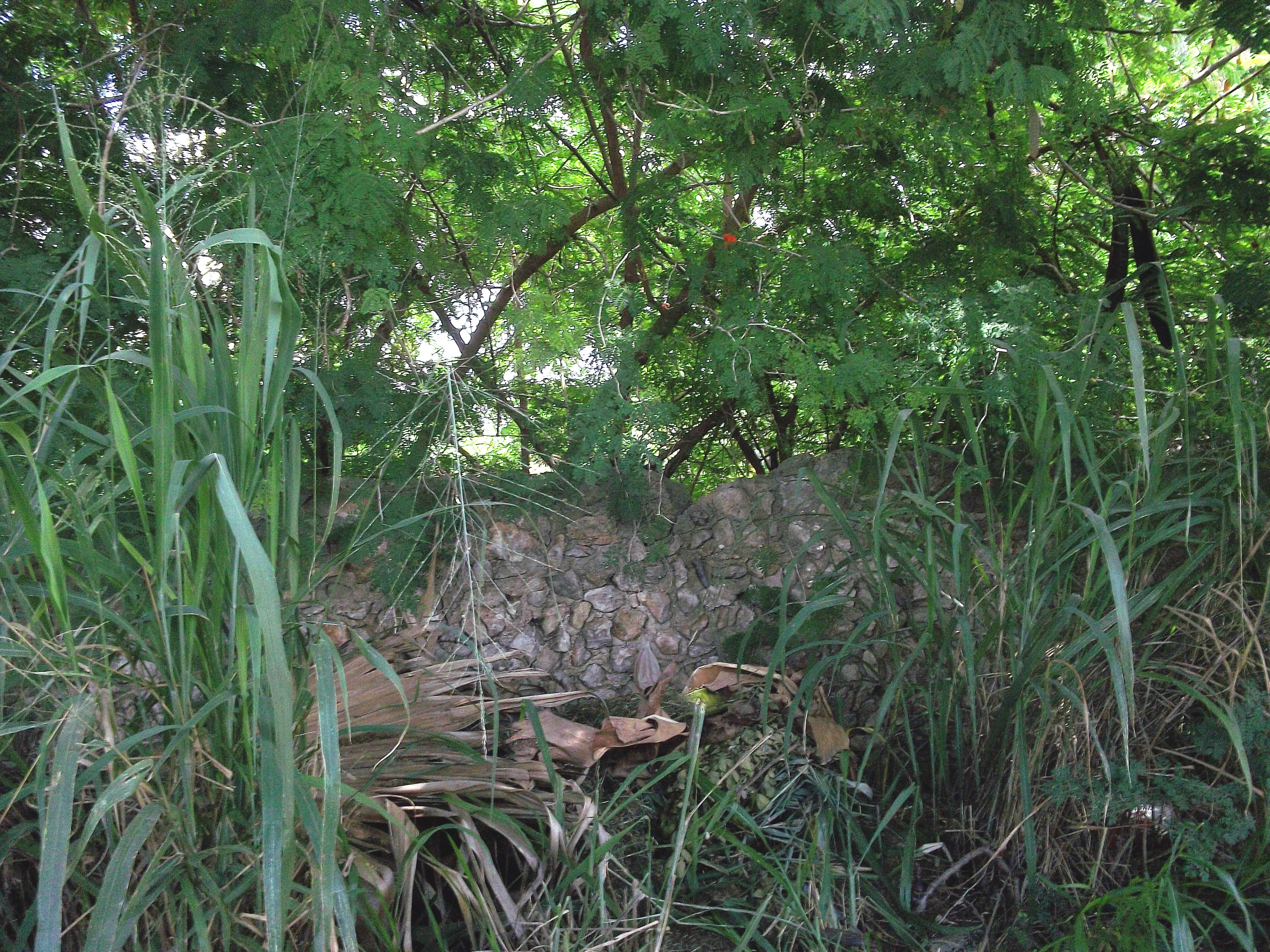
Restos de un corral ganadero.
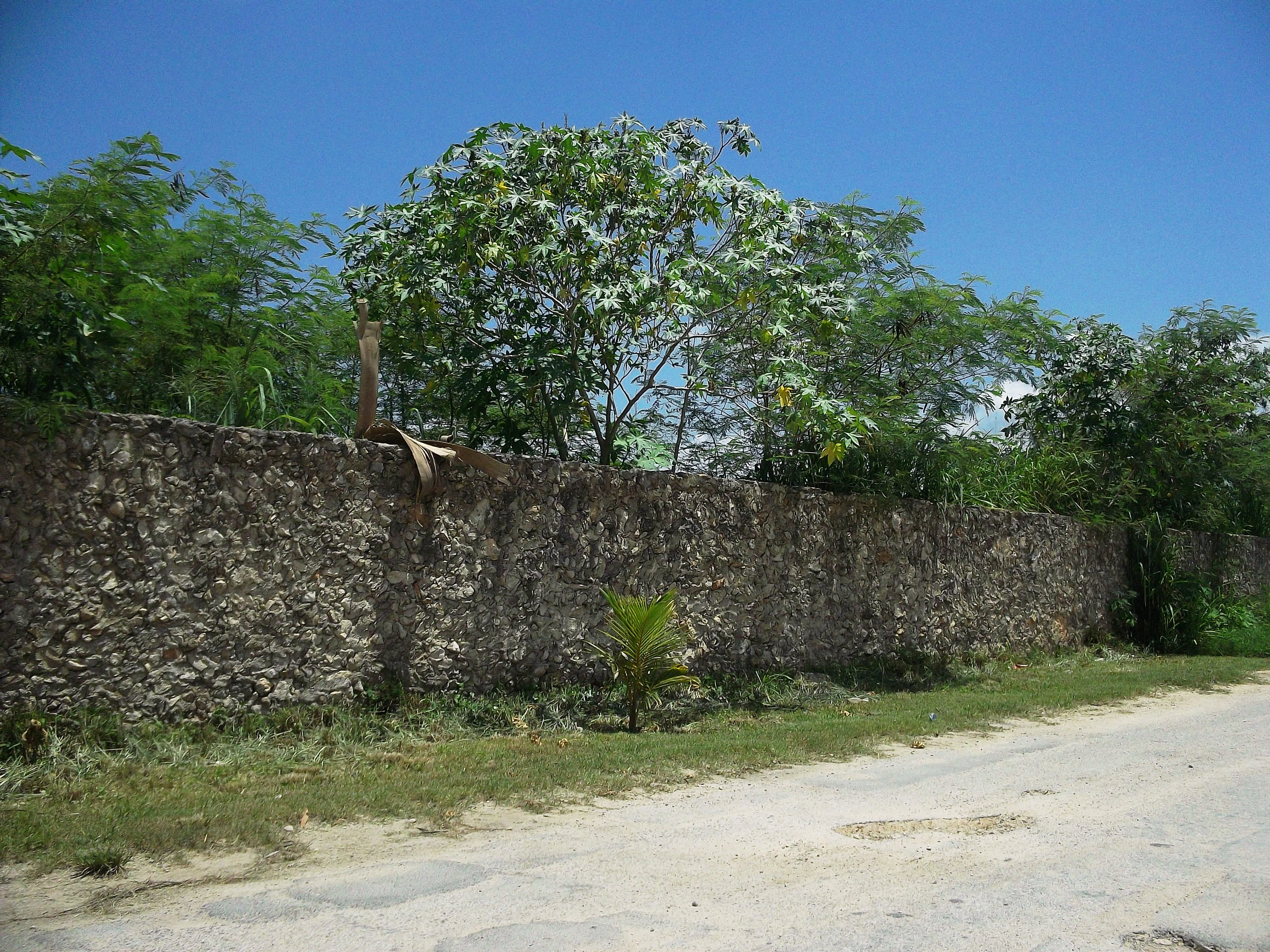
Barda.
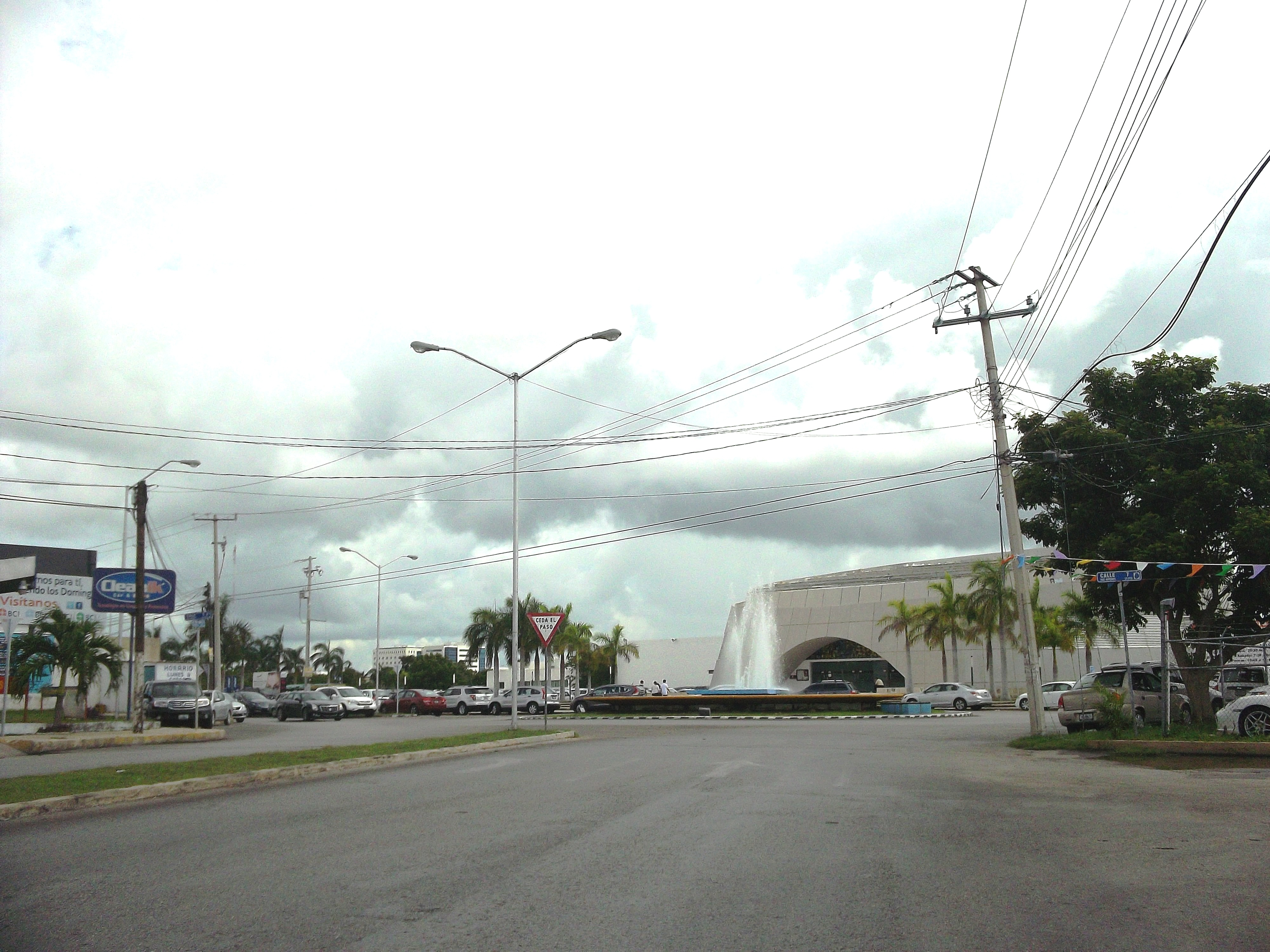
Iglesia moderna.
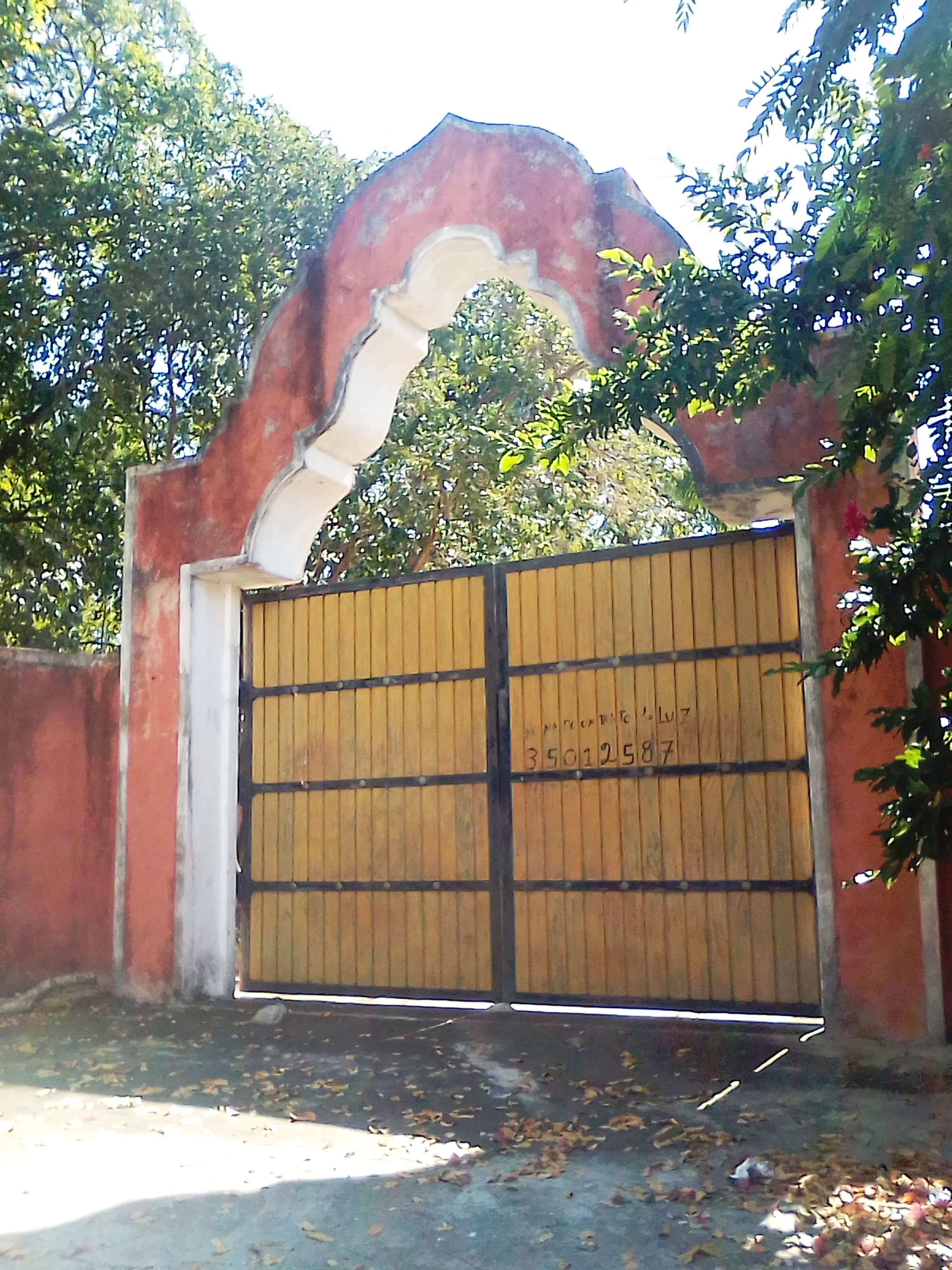
Entrada.